# Natività di Nostro Signore Gesù Cristo a Via Gallia (titre cardinalice)
Le titre cardinalice de Natività di Nostro Signore Gesù Cristo a Via Gallia est érigé par le pape Paul VI le 29 avril 1969 et rattaché à l'église Natività di Nostro Signore Gesù Cristo qui se trouve dans le quartier de l'Appio-Latino au sud-est de Rome.

## Titulaires
- Paul-Joseph-Marie Gouyon (1969-2000)
- Audrys Juozas Bačkis (2001-)